# Kovács Béla (járásbíró)
Kászonujfalvi Kovács Béla (Radna, 1852. április 13. – ?) királyi járásbíró.

## Élete
Kovács József, nemes székely és Uhliaryk Anna fia. Apja az 1848-1849. évi szabadságharcban szállítási vállalatokba bocsátkozván, vagyonát elvesztette és később adótárnok lett; fiát 1862-ben az aradi gimnáziumba küldte, ahol ez a VIII. osztályt 1870-ben végezte. A jog- és államtudományokat 1870-től 1875-ig a budapesti egyetemen hallgatta. Tanulmányainak befejeztével egyideig a budapesti váltó- és kereskedelmi törvényszéknél, később mint ügyvédjelölt Réső Ensel Sándor és Muraközy László ügyvédek irodájában volt alkalmazva. 1876. május 19-én az aradi járásbirósághoz joggyakornokká, november 22-én ugyanoda aljegyzővé, 1883. április 13-án az aradi törvényszékhez jegyzővé, 1886. február 25-én az újaradi járásbírósághoz albíróvá és 1889. szeptember 12-én Karánsebesre járásbíróvá nevezték ki.

## Írásai
Cikkei az Aradi Közlönyben (1887. 112., 172., 179. költ., tárcák, 228. sz. Ujhazy Ferencz festőművész, 325. Sommás visszahelyezés, 1888. 18. Protocollumok, 62. Sz. Prielle Kornelia, 210., 219. szám tárcák); a Jogban (1888. El kell-e törülni a birói gyakorlati vizsgát, 1892. Az eladónak adás-vevési szerződési felelőssége. A sommás visszahelyezési ügyekben követendő eljárás, 1893. A haszonbéri szerződések megszüntetése, A kir. járásbiróságok munkáskérése, A községi biró a vármegyei t. ügyészt peres ügyben egymaga meghatalmazhatja-e? A királyi járásbiróságok jövője, tekintettel az új perrendtartásra, A biróságok területi hatásköre és az 1893. XVIII. t.-cz. A főváros és vidék, 1894. u. a. folyt, A veszélybizonyítványokról, A kiskorúak személyes perlési joga, Az új perrend tervbe vett ügyviteli szabályai, Bérelt lak kiüritése, Kilátásaink, Az új perrendtartás életbelépte alkalmából, 1895. Bevált, És mégis bevált, A temesvári ügyvédi kamara évi jelentése, Kérdések az új sommás eljárás köréből, Ügyvédi díj és az 1893. XVIII. t. cz. 21. §-a, A királyi végrehajtó az ingatlanság árverési jegyzőkönyvét hova mutassa be, A perbiróság által más biróság területén felvett bizonyítás, 1896. Egy év eredménye, Soronkívüliség a járásbirósági ügyeknél, Új ügykezelési szabályok a járásbiróságoknál, Eljárás a rövid útú birtokperekben a volt határőrvidék területén, 1897. A második ezredév, Törvényszékeink mint polg. felebbíteli biróságok, Egy kis statisztika, Fővárosi birák sérelme. 1898. Az 1893. XVIII. t.-cz. 73., 95., 96. §., 1881. LIV. t.-cz. 61. §., a jó és rossz hiszemű birtokos, tekintettel az új polg. törvénykönyv tervezetére, Épület visszabocsátása, 1899. Kártérítési jog.)